# I've Tried Everything but Therapy (Part 1)
I've Tried Everything but Therapy (Part 1) — дебютний студійний альбом американського співака та автора пісень Тедді Свімза. Альбом був випущений 15 вересня 2023 року на лейблі Warner. До нього входить проривний сингл « Lose Control », який очолив американський Billboard Hot 100, а також потрапив до першої десятки у двадцяти трьох країнах, включаючи чарт синглів Великобританії.
Альбом також досяг першої десятки в Норвегії, Нідерландах, Литві, Швеції, Австралії, а потім також увійшов до чартів у Новій Зеландії, Бельгії, Канаді, Франції, Литві, Швеції, Шотландії, Великій Британії та Сполучених Штатах.

## Передумови та просування
Напередодні релізу Swims випустив сингли «What More Can I Say» 5 травня 2023 року та « Lose Control », «емоційний гімн» про «втрату себе та втрату контролю», 23 червня.  Останній виявився комерційно успішним, потрапивши в чарти багатьох країн, включаючи Канаду, Нідерланди, Нову Зеландію та Сполучені Штати. В інтерв’ю The New Zealand Herald Свімс пообіцяв, що піде «терапію», що, зрештою, надихнуло назву альбому. Він хотів купити собі «ще пару місяців свободи» і бути «травмованим маленьким шматком лайна».  Відповідаючи на питання American Songwriter про його улюблену пісню, Свімс назвав початок альбому «Some Things I’ll Never Know».  В рамках просування альбому співак і автор пісень виконав наживо сет своїх пісень і кавер на « Use Somebody » на радіо « Nova » 30 серпня 2023 року.  Для просування платівки був організований тур I've Tried Everything but Therapy, який відбувся Північною Америкою в листопаді 2023 року. 

### I've Tried Everything but Therapy (Part 1.5)
26 квітня 2024 року Swims випустив I've Tried Everything but Therapy (Part 1.5), розширення до Part 1, яка містить чотири додаткові треки.  Після релізу Свімс сказав: «Ви знаєте, я гастролював, писав і продовжував працювати над собою впродовж останніх 8 місяців і хотів поділитися чимось на зразок реального життя. Ці пісні представляють мою позицію, і я не хотів би чекати до закінчення другої частини — тож якось так». 

### Тур
У березні 2023 року Свімс оголосив про свій світовий тур I've Tried Everything but Therapy, який включає концерти в Об'єднаному Королівстві, Ірландії, Австралії, Німеччині, Нідерландах і Новій Зеландії.  